# Шигодские
Шигодские — деревня в Кадуйском районе Вологодской области.
Входит в состав сельского поселения Семизерье (до 2015 года входила в Барановское сельское поселение), с точки зрения административно-территориального деления — в Барановский сельсовет.
Расположена при впадении реки Куштавка в Суду. Расстояние по автодороге до районного центра Кадуя — 79 км, до центра сельсовета деревни Барановская — 7 км. Ближайшие населённые пункты — Бережок, Порог, Сосновка.
По переписи 2002 года население — 18 человек.